# أوغ
أوغ (Ogg) هو نسق حر ذو مواصفات مفتوحة لاحتواء بيانات الصوت والفيديو تديره منظمة Xiph.Org. يدعي منشئوه أنه غير مقيد ببراءات اختراع وأنه مصمم لتقديم تدفق وتحكم معتمَدين للوسائط المتعددة الرقمية عالية الجودة.
كلمة "ogg" مشتق من "ogging"، من لعبة الكمبيوتر Netrek، الذي جاء ليعني القيام بشيء بقوة،
تنسيق أوغ يمكن أن يحتوي على عدة تيارات مستقلة للصوت، فيديو، نصوص (مثل ترجمات)، والبيانات الوصفية.
في إطار الوسائط المتعددة OGG، ثيورا يوفر طبقة الفيديو المنقوص. يتم توفير طبقة الصوت من قبل تنسيق أوغ الموسيقى كما يشمل الإطار خيارات أخرى كضغط خطاب الإنسان والترميز والتأليف، وضغط ترميز الصوت المنقوص FLAC، وOggPCM.
قبل عام 2007، كان يستخدم امتداد الملف.OGG لكافة أنواع البيانات التي يحتويها إطار Ogg. منذ عام 2007، وصت مؤسسة Xiph.Org على أن امتداد. OGG يستخدم إلا للملفات الصوتية أوغ. وقررت مؤسسة Xiph.Org خلق مجموعة جديدة من الامتدادات الوسائط المتعددة لوصف أنواع مختلفة من المحتوى مثل. oga لملفات الصوت فقط. OGV للفيديو مع أو بدون صوت (بما في ذلك ثيورا)، و. OGX للملفات الممزوجة المحتوى.
اعتبارا من 4 أغسطس/اوت 2011، قدمت مؤسسة Xiph.Org المكتبة libogg، بإصدار 1.3.0 .
وقد تم إصدار آخر من، libogg2، وهو في التطوير، ولكن ينتظر إعادة كتابه اعتبارا من عام 2008.
كل من المكتبة والبرمجيات هي حرة، وصدرت تحت رخصة BSD الجديدة. تم الفصل بين OGG وفوربيس في 2 سبتمبر 2000.
بما أن التنسيق حر، والمرجعية ليست خاضعة لقيود المرتبطة بحق المؤلف، قد أدرجت هذه المكتبة في العديد من مكتبات الترميز وإلى عدد معتبر من برامج تشغبل الوسائط الحرة والمملوكة، على حد سواء التجارية وغير التجارية، وكذلك مشغلات الوسائط المحمولة من شركات مختلفة.

## التسمية
يفترض أحيانا أن اسم اوغ يأتي من شخصية (Nanny Ogg) في رواية "Terry Pratchett's Discworld"، ولكن مطوري اوغ ينفون صحة القول. اوغ مشتق من (ogging)، من لعبة الكمبيوتر Netrek، التي جاء ليعني القيام بشيء بقوة،  في البدايات، كان يعتقد أن المشروع اوغ طموحا إلى حد ما نظرا لقوة أجهزة الكمبيوتر الشخصي في ذلك الوقت  ،
ومع ذلك، على حد تعبير المرجع نفسه: «اوغ، من جهة أخرى قد سمي على شخصية (Terry Pratchett) من كتاب (الآلهة الصغيرة-Small Gods)».
بدأ المشروع اوغ في عام 1993. كان اسمه في الأصل «إسحق-Squish» ولكن كان هذا الاسم علامة تجارية بالفعل، لذلك خضع المشروع لتغيير الاسم. كان يستخدم الاسم الجديد، "OggSquish"، حتى عام 2001 عندما تم تغييره مرة أخرى إلى «اوغ». تم اعتماد OGG كامتداد لكل الملفات التي تحتوي على وسائط متعددة متوافقة مع المكتبة، وهي الآن جزء من مشروع أكبر وهو Xiph.org للوسائط المتعددة. اليوم، «إسحق-Squish» (التي تعرف الآن باسم "Ogg") يشير إلى برنامج ترميز معين عادة يتم تخزينها في المحتوى.

## تنسيق الملف
تم إنشاء «اوغ» بشكل bitstreams-بايتستريم وعلى رأسها مؤسسة Xiph.Org، كإطار من مبادرة أكبر إلى تطوير مجموعة من المكونات للترميز وفك التشفير من محتوى الوسائط المتعددة، والتي تتوفر مجانا وبحرية في مجال البرمجيات.
يتكون شكل قطع من البيانات يسمى «صفحة اوغ» لكل منهما. يبدأ كل صفحة مع الأحرف "، OggS"، إلى التعرف على الملف كتنسيق اوغ.
«الرقم التسلسلي» و «رقم الصفحة» في رأس الصفحة يحدد كل صفحة كجزء من سلسلة من الصفحات التي تشكل BITSTREAM. قد يكون bitstreams مضاعف ومتعددة في الملف حيث يتم تنظم صفحات من كل تدفق بحلول الوقت لاستلام البيانات الواردة. ويمكن أيضا أن يذيل Bitstreams إلى الملفات الموجودة، وهي عملية تعرف باسم "chaining"، للتسبب فك الشفرة بتسلسل.
المكتبة المرخصة برخص بي إس دي، تسمى "libvorbis"، وهي متاحة لتشفير وفك البيانات من مسارات «فيبرو». وتستخدم تطبيقات اوغ في حالة مستقلة في العديد من المشاريع مثل برنامج RealPlayer ومجموعة من فلاتر DirectShow.

## هيكل الصفحة
ما يلي هو تخطيط رأس الصفحة لملفات أوغ:
التقاط النمط - حجم 32 بت
Capture pattern
نمط الالتقاط أو رمز المزامنة هو الرقم السحري تستخدم لضمان التزامن عند تحليل ملفات أوغ. كل صفحة تبدأ مع أربعة سلاسل للأحرف ASCII، "OggS". وهذا يساعد في التحليل والمزامنة في حالات فقدان البيانات أو تلف، والاختيار هو التعقل قبل بدء في تحليل هيكل الصفحة.
الإصدار - حجم 8 بت
|-
|0
|0x01
|استمرار
| الحزمة الأولى على هذه الصفحة هي استمرار للالحزمة السابقة في BITSTREAM منطقية.
|-
| 1
| 0x02
| BOS
| بداية ستريم. هذه الصفحة هي الصفحة الأولى في BITSTREAM منطقية. يجب أن يتم تعيين العلم BOS على الصفحة الأولى من كل BITSTREAM منطقي، ويجب أن لا يتم تعيين على أي صفحة أخرى.
|-
| 2
| 0x04
| EOS
| نهاية ستريم. هذه الصفحة هي الصفحة الأخيرة في BITSTREAM منطقية. يجب أن يتم تعيين العلم EOS على الصفحة الأخيرة من كل BITSTREAM منطقي، ويجب أن لا يتم تعيين على أي صفحة أخرى.
|}
موقف حبيبة -حجم 64 بت
Granule position
موقف الحبيبية هي علامة الوقت في ملفات ogg. وهي قيمة مجردة، التي يتم تحديدها من قبل الترميز المعنى. قد يكون على سبيل المثال عدد من عدد من العينات، وعدد من الإطارات أو نظام أكثر تعقيدا.
عدد BITSTREAM مسلسل -حجم 32 بت
Bitstream serial number 
هذا الحقل هو الرقم التسلسلي الذي يحدد صفحة على أنها تنتمي إلى BITSTREAM منطقية معينة. كل BITSTREAM المنطقية في ملف يحتوي على قيمة فريدة من نوعها، ويسمح هذا المجال تطبيقات لتقديم الصفحات إلى وحدة فك الترميز المناسب. في فوربيس و Theora ملف نموذجي، تيار واحد هو الصوت (فوربيس)، والآخر هو الفيديو (ثيورا)
 رقم تسلسل الصفحة - 32حجم بت
Bitstream serial number
هذا الحقل هو حقل زيادة مفردة النغمة لكل BITSTREAM منطقية. الصفحة الأولى هو 0، والثاني 1، الخ وهذا ما يسمح تطبيقات للكشف عندما تم فقدان البيانات.
اختبار -حجم 32 بت
Checksum
يوفر هذا الحقل الاختباري شيفرة من 32 بت من البيانات في الصفحة بأكملها (بما في ذلك رأس الصفحة، وتحسب مع الميدان الاختباري تعيينها إلى 0). وهذا يسمح للتحقق من أن البيانات لم يتم معطوبة منذ أنشئت من أجلها. يجب التخلص من الصفحات التي تفشل الاختباري. يتم إنشاء الاختباري باستخدام قيمة متعدد الحدود من 0x04C11DB7 .
قطاعات الصفحة - 8 بت
Page segments
يشير هذا المجال عدد من القطاعات التي توجد في هذه الصفحة. فإنه يشير أيضا كم بايت في الجدول الجزء الذي يلي هذا المجال. يمكن أن يكون هناك حد أقصى قدره 255 شرائح في أي صفحة واحدة.
جدول القطاعات
Segment table
الجدول القطاع هو متجه من القيم 8 بت، كل مما يدل على طول الجزء المقابل داخل الجسم الصفحة. يتم تحديد عدد من القطاعات من الميدان قطاعات الصفحة السابقة. كل قطعة هي بين 0 و 255 بايت في طول.
قطاعات توفر وسيلة لتقطيع المجموعة إلى حزم، والتي هي وحدات ذات معنى من البيانات للفك. عندما يشار إلى طول الجزء ليكون 255، وهذا يشير إلى أن الجزء التالي هو أن تكون متصلا إلى هذا واحد وجزء من نفس الحزمة. عندما طول الجزء هو 0-254، وهذا يدل على أن هذا الجزء هو الجزء الأخير في هذه الحزمة. حيث طول حزمة هو من مضاعفات الرقم 255، والجزء الأخير هو طول 0 .
قيمة الجزء الأخير هو 255، ويتم تعيين العلامة استمرار في الصفحة التالية للإشارة إلى أن بداية صفحة جديدة هو استمرار لل صفحة الماضية.

## البيانات الوصفية
حاليا، لا يوجد أي معيار رسمي لإدراج البيانات الوصفية أوغ. لا يزال هناك طريق طويل قبال تنفيذ الامر ومن الربع 3، 2007. مؤسسة Xiph.Org حاليا ترحب بالاقتراحات والوردود. وقد تم لحد الآن اقترح ما يلي
- دبلن كور في RDF
- فك تشفيرXML-encoding (خاصية مدمجة في RDF, CMML، XMP)
- ميوزك برينز XML MetaData
- هيكل أوغ ينشأ ليكون أكثر توافقية للقرأة الالية.

## تاريخ

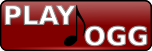
لتشغيل Ogg- أوغ زر في ويب

### 2002
في عام 2002، أدى عدم وجود دعم رسمي للفيديو في ogg في إنشاء تنسيق الملف OGM، تم التغيير في بنية ogg لكي تسمح تضمين الفيديو من من خلال Microsoft DirectShow framework . وقد لقى التنسيق OGM تأييد في البداية لكنه كان محدود بالأدوات الموفرة في نظام Windows فقط وهي مغلقة المصدر. في وقت لاحق، تم إضافة دعم (العنوان الفرعي) للفيديو ولكن بطريقة غير متوافقة مع OGM.

### 2006
وعلى الرغم أوغ لم يتوصل إلى معايير MPEG 19 (على سبيل المثال، MP3/MP4)، اعتبارا من عام 2006، كان يستخدم بشكل شائع لترميز المحتويات مجانا (مثل الموسيقى الحرة، والوسائط المتعددة في مشاريع ويكيميديا) وبدأ ليكون معتمد من قبل أقلية عديدة من مشغلات الصوت الرقمية. كما تم تبني صيغة أوغ في العديد من محركات العاب الفيديو الشعبية، منها Doom 3, Unreal Tournament 2004, Halo: Combat Evolved, Jets n Guns, Mafia: The City of Lost Heaven, Myst IV: Revelation, Stepmania, Serious Sam: The Second Encounter, Lineage 2, Vendetta Online, Battlefield 2, و the Grand Theft Auto engines

### 2007
في 16 مايو/ماي 2007، بدأت مؤسسة البرمجيات الحرة حملة لزيادة استخدام فوربيس «باعتباره أخلاقيا وقانونيا وتقنيا البديل MP3 المملوك.» وشجعت الناس أيضا لدعم الحملة من خلال إضافة زر ويب لموقعه على الإنترنت أو في مدوناتهم. بالنسبة لأولئك الذين لا يريدون التحميل، اقترح استخدام أوغ مع (VLC)،

### 2009
30 يونيو 2009، استخدام ثيورا وفوربيس، لإدراج المكتبة مع متصفح فايرفوكس 3.5 . مستفيد من خصائح HTML5 الجديدة لتشغيل الوسائط المتعدد وهذا بواسطة وسم video , تم اعلام هذا في مسودة HTML5

### 2010
في 3 مارس 2010، تم تحليل المكتبة من طرف مطوري FFMPEG وقدم انتقاد عن محتوى الوسائط المتعددة في أوغ ogg. وفي رد مطول، تم إحباط هذه المزاعم. بحلول ديسمبر 2010، المتصفحات التي تدعم OGG تجاوزت المتصفحات التي تدعم كلا من MP4 وWebM

## ترميز أوغ
أوغ ليست سوى شكل حاوية. يتم تخزين الصوت الفعلي أو الفيديو المشفر بواسطة الترميز داخل حاوية أوغ. قد يحتوي تيارات المشفرة مع الترميز متعددة، على سبيل المثال، ملف الفيديو مع الصوت يحتوي على بيانات مشفرة، يتم فك الترميز كل على حدى بمففك الترميز.
كونه شكل حاوية، يمكن لأوغ تضمين الصوت والفيديو في أشكال مختلفة (مثل Dirac، MNG، CELT، MPEG-4، MP3 وغيرها)،
تستخدم Xiph.org الترميزات الحرة التالية:
- الصوت
  - ضغط بيانات منقوص
    - Speex: يعالج البيانات الصوتية بمعدلات بت منخفضة (8-32 ~ كيلوبت / ثانية · قناة)
    - Vorbis: يعالج البيانات الصوتية العامة في معدلات بت رفيع المستوى (~ 16-500 كيلوبت / ثانية · قناة)
    - Opus: يعالج الصوت والموسيقى والصوت العامة بمعدلات بت متغير المنخفضة والعالية (~ 6-510 كيلوبت / ثانية · قناة)

  - ضغط البيانات غير المضيع
    - FLAC معالجة البيانات الأرشيفية الصوتية والعالية..

  - غير مضغوط
    - OggPCM: يعالج الصوت PCM غير مضغوط. تشبه WAV
- الفيديو
  - ضغط بيانات منقوص
    - ثيورا: منافس مع فيديو MPEG-4
    - Tarkin: برنامج ترميز الفيديو التجريبي والآن عفا عليه الزمن وضعت في عام 2000 و 2001 و 2002 باستخدام المويجات المنفصلة تحول في الأبعاد الثلاثة للعرض والارتفاع والزمن. وقد تم وضعه في الانتظار بعد أن أصبحت ثيورا تركز على الفيديو (في أغسطس 2002)
    - Dirac: تنسيق الفيديو الحرة والمفتوحة من هيئة الإذاعة البريطانية BBC. يستخدم ترميز المويجات.

  - غير مضغوط
    - OggUVS: مشروع الترميز لتخزين فيديو غير مضغوط.
- نص
  - Writ: ترميز النصوص المصممة لتضمين ترجمة أو تعليق
  - Continuous Media Markup Language: برنامج ترميز النص / التطبيق لتوقيت الفوقية، السفلية، والتنسيق
  - Annodex: الحرة والمفتوحة المصدر مجموعة من المعايير التي وضعتها CSIRO للتعليم ومؤشر الوسائط عبر الشبكة.
  - OggKate: ترميز تراكب، مصممة أصلا لالكاريوكي والنص، والتي يمكن المضاعفة في فوربيس.